# Axios (Gemeindebezirk)
Axios (griechisch Αξιός (m. sg.)) ist ein Gemeindebezirk der Gemeinde Delta im Regionalbezirk Thessaloniki am westlichen Rand der Metropolregion Thessaloniki in der griechischen Verwaltungsregion Zentralmakedonien. Sie wurde nach dem gleichnamigen Fluss benannt. 2010 ging sie zusammen mit den Nachbargemeinden Chalastra und Echedoros in der neu geschaffenen Gemeinde Delta auf, in der Axios seither einen Gemeindebezirk bildet.

## Lage
Das Gebiet Axios’ liegt in Norden und Nordwesten des Thermaischen Golfes inmitten der zentralmakedonischen Tiefebene, welche durch die Verläufe und Mündungen der Flüsse Axios, Gallikos, Loudias und Aliakmonas geprägt und gebildet wird. Der Fluss Axios verläuft von Norden nach Süden durch den Gemeindebezirk und mündet in seiner südöstlichen Ecke in die Ägäis in Form eines Deltas. Der Fluss Loudias verläuft an der westlichen Grenze der Gemeinde und bildet zugleich die Grenze zwischen den Regionalbezirken Thessaloniki einerseits und Imathia und Pieria andererseits.
Die Entfernung zwischen Kymina und Thessaloniki im Osten beträgt 27 km, nach Athen im Südsüdosten sind des 494 km
Vrachia liegt in nordwestlicher Richtung 5,4 km von Kymina und 34 km westlich von Thessaloniki entfernt. Die Entfernung zwischen Nea Malgara und Kymina beträgt 900 m, die Entfernung nach Thessaloniki im Osten 26 km.

## Bevölkerung
Die Gemeinde Axios entstand 1997 durch das griechische Kommunalverwaltungsreformgesetz, welches die zuvor eigenständigen Gemeinden Kymina, Vrachia und Nea Malgara zu einer Gemeinde zusammenfasste. Sitz der Gemeinde Axios war die Ortschaft Kymina, welche zugleich die größte Ortschaft der Gemeinde mit 3652 Einwohnern im Jahr 2011 (1991: 3469, 1981: 3139). Die Ortschaft Nea Malgara hatte 2011 2404 Einwohner (1991: 2349, 1981: 2284), die Ortschaft Vrachia 557 Einwohner im Jahr 2011 (1991: 638, 1981: 625).

## Wirtschaft
Entsprechend der Lage in der zentralmakedonischen Tiefebene mit ihrem Schwemmland bildet die Landwirtschaft das wirtschaftliche Rückgrat der Gemeinde Axios.

## Verkehr
Parallel zum Fluss Axios verläuft von Norden nach Süden die Autobahn 1 von Evzoni über Katerini nach Athen (zugleich Europastraße 75) mit einer alleinigen Trassierung bis zum Autobahndreieck Axios in der Nähe der Ortschaft Chalastra. Von Chalastra aus verläuft die Autobahn 1 in einer gemeinsamen Trasse mit der Autobahn 2 (Europastraße 90) vom Nordosten nach Südwesten und passiert hierbei auch das Gebiet von Axios. Die ebenfalls durch Axios verlaufende alte Nationalstraße 1 hat seit dem Ausbau der Autobahn 1 erheblich an Bedeutung verloren und wickelt gegenwärtig nur noch regionalen Verkehr ab.